# Роберт (футболист, февраль 2005)
Ро́берт Пи́нто А́лвес Асунса́н (порт.-браз. Robert Pinto Alves Assunção); более известный, как Роберт (порт.-браз. Robert) род. 3 февраля 2005, Сан-Бернарду-ду-Кампу, Сан-Паулу) — бразильский футболист, вратарь клуба «Атлетико Минейро».

## Клубная карьера
Роберт — воспитанник клуба «Атлетико Минейро».

## Международная карьера
В 2025 году Роберт в составе молодёжной сборной Бразилии принял участие в молодёжном чемпионате Южной Америки в Венесуэле. На турнире он сыграл в матчах против команд Боливии, Эквадора и Аргентины.

## Достижения
Международные
 Бразилия (до 20)
- Победитель молодёжного чемпионата Южной Америки — 2025